# Rik De Voest
Rik De Voest (* 5. Juni 1980 in Mailand, Italien) ist ein ehemaliger südafrikanischer Tennisspieler.

## Karriere
In der ersten Runde der US Open besiegte De Voest den Franzosen Thierry Ascione und zog damit erstmals in die zweite Runde eines Grand-Slam-Turniers ein. Dort war er allerdings chancenlos und verlor glatt in drei Sätzen gegen John Isner. Insgesamt konnte er nur ein weiteres Mal im Einzel die zweite Runde erreichen. Seine größten Erfolge feierte er im Doppel: 2007 gewann er in Peking an der Seite von Ashley Fisher seinen ersten ATP-Titel. Zwei Jahre später gewann er seinen zweiten Titel in Dubai, einem ATP-World-Tour-500-Turnier. An der Seite von Dmitri Tursunow bezwang er im Endspiel Martin Damm und Robert Lindstedt in drei Sätzen. Sein bestes Abschneiden bei den Grand Slams war der Einzug ins Achtelfinale 2008 in Wimbledon. Auf der zweitklassigen ATP Challenger Tour erzielte er ebenfalls Erfolge. Sechs Titel gewann er im Einzel, im Zeitraum von 2001 bis 2012 sammelte er im Doppel 37 Turniertitel. Seine höchste Platzierung in der Doppel-Weltrangliste war Platz 39 im April 2009, im Einzel erreichte er Rang 110 im August 2006. Anlässlich des Challenger-Turniers in Vancouver im Juli 2014 gab er sein Karriereende bekannt. Die letzte Partie bestritt er im Einzel am 31. Juli.
Zwischen 2002 und 2014 bestritt Rik De Voest für die südafrikanische Davis-Cup-Mannschaft insgesamt 25 Begegnungen. Im Einzel gewann er mit 18 seiner 34 Partien knapp mehr als die Hälfte, im Doppel ist seine Bilanz mit 9:3-Siegen etwas deutlicher positiv.

## Erfolge
| Legende (Anzahl der Siege)                           |
| Grand Slam                                           |
| Tennis Masters Cup ATP World Tour Finals             |
| ATP Masters Series ATP World Tour Masters 1000       |
| ATP International Series Gold ATP World Tour 500 (1) |
| ATP International Series ATP World Tour 250 (1)      |
| ATP Challenger Tour (43)                             |

| ATP-Titel nach Belag |
| Hartplatz (2)        |
| Sand (0)             |
| Rasen (0)            |

### Einzel

#### Turniersiege
| Nr. | Datum            | Turnier      | Belag         | Finalgegner      | Ergebnis      |
| --- | ---------------- | ------------ | ------------- | ---------------- | ------------- |
| 1.  | 27. Februar 2005 | Cherbourg    | Hartplatz (i) | Nicolas Mahut    | 7:5, 6:2      |
| 2.  | 16. Oktober 2005 | Sacramento   | Hartplatz     | Phillip Simmonds | 3:6, 6:3, 6:4 |
| 3.  | 30. April 2006   | León         | Hartplatz     | Glenn Weiner     | 7:62, 7:62    |
| 4.  | 5. August 2006   | Vancouver    | Hartplatz     | Amer Delić       | 7:64, 6:2     |
| 5.  | 28. März 2010    | Rimouski (1) | Hartplatz (i) | Tim Smyczek      | 6:0, 7:5      |
| 6.  | 24. März 2013    | Rimouski (2) | Hartplatz (i) | Vasek Pospisil   | 7:66, 6:4     |

### Doppel

#### Turniersiege

##### ATP World Tour
| Nr. | Datum              | Turnier | Belag     | Partner         | Finalgegner                  | Ergebnis          |
| --- | ------------------ | ------- | --------- | --------------- | ---------------------------- | ----------------- |
| 1.  | 16. September 2007 | Peking  | Hartplatz | Ashley Fisher   | Chris Haggard Lu Yen-hsun    | 6:73, 6:0, [10:6] |
| 2.  | 1. März 2009       | Dubai   | Hartplatz | Dmitri Tursunow | Martin Damm Robert Lindstedt | 4:6, 6:3, [10:5]  |

##### ATP Challenger Tour
| Nr. | Datum             | Turnier               | Belag         | Partner            | Finalgegner                            | Ergebnis           |
| --- | ----------------- | --------------------- | ------------- | ------------------ | -------------------------------------- | ------------------ |
| 1.  | 11. Mai 2001      | Fargʻona (1)          | Hartplatz     | Igor Kunizyn       | Simon Larose Michael Tebbutt           | 6:1, 6:74, 6:3     |
| 2.  | 18. Mai 2002      | Fargʻona (2)          | Hartplatz     | Dirk Stegmann      | Tuomas Ketola Aisam-ul-Haq Qureshi     | 6:3, 7:5           |
| 3.  | 1. März 2003      | Cherbourg             | Hartplatz (i) | Benjamin Cassaigne | Brandon Coupe Scott Humphries          | 6:717, 7:65, 7:611 |
| 4.  | 15. März 2003     | Ho-Chi-Minh-Stadt (1) | Hartplatz     | Wesley Moodie      | Rohan Bopanna Fred Hemmes              | 6:3, 3:6, 6:3      |
| 5.  | 27. Juni 2003     | Andorra               | Hartplatz (i) | Tuomas Ketola      | Ricardo Mello Alexandre Simoni         | 6:4, 3:6, 6:4      |
| 6.  | 26. Juli 2003     | Campos do Jordão      | Hartplatz     | Giovanni Lapentti  | Carlos Berlocq Miguel Gallardo Valles  | 6:1, 7:5           |
| 7.  | 4. Oktober 2003   | Tumkur                | Hartplatz     | Prakash Amritraj   | Michal Mertiňák Branislav Sekáč        | 6:3, 6:3           |
| 8.  | 28. Februar 2004  | Ho-Chi-Minh-Stadt (2) | Hartplatz     | Fred Hemmes        | Vadim Kutsenko Juri Schtschukin        | 6:3, 6:3           |
| 9.  | 6. März 2004      | Kyōto                 | Teppich (i)   | Fred Hemmes        | Lu Yen-hsun Jason Marshall             | 6:3, 6:78, 6:4     |
| 10. | 27. März 2004     | Burnie                | Hartplatz     | Lu Yen-hsun        | Leonardo Azzaro Oliver Marach          | 6:3, 1:6, 7:5      |
| 11. | 29. Mai 2004      | Ljubljana             | Sand          | Giovanni Lapentti  | Robert Lindstedt Michael Craig Russell | 6:3, 6:4           |
| 12. | 11. Februar 2005  | Dallas                | Hartplatz (i) | Giovanni Lapentti  | Ramón Delgado André Sá                 | 6:4, 6:4           |
| 13. | 19. Februar 2005  | Joplin                | Hartplatz (i) | Łukasz Kubot       | Nicholas Monroe Jeremy Wurtzman        | 7:64, 6:4          |
| 14. | 7. April 2006     | Tallahassee           | Hartplatz     | Glenn Weiner       | Tripp Phillips Bobby Reynolds          | 3:6, 6:3, [10:0]   |
| 15. | 17. November 2006 | Champaign (1)         | Hartplatz (i) | Rajeev Ram         | André Sá Brian Wilson                  | 5:7, 6:4, [10:7]   |
| 16. | 27. Januar 2007   | Durban                | Hartplatz     | Dominik Meffert    | Stéphane Bohli Noam Okun               | 6:4, 6:2           |
| 17. | 3. Mai 2007       | Lanzarote (1)         | Hartplatz     | Luke Bourgeois     | Noam Okun Dudi Sela                    | 6:3, 6:1           |
| 18. | 4. August 2007    | Vancouver (1)         | Hartplatz     | Ashley Fisher      | Alex Kuznetsov Donald Young            | 6:1, 6:2           |
| 19. | 31. Oktober 2007  | Seoul (1)             | Hartplatz     | Lu Yen-hsun        | Sanchai Ratiwatana Sonchat Ratiwatana  | 6:3, 7:5           |
| 20. | 30. November 2007 | Neu-Delhi             | Hartplatz     | Wesley Moodie      | Rohan Bopanna Aisam-ul-Haq Qureshi     | 6:4, 7:64          |
| 21. | 27. Januar 2008   | Heilbronn             | Hartplatz (i) | Bobby Reynolds     | Igor Kunizyn Aisam-ul-Haq Qureshi      | 7:62, 6:75, [10:4] |
| 22. | 20. April 2008    | Busan                 | Hartplatz     | Łukasz Kubot       | Adam Feeney Rameez Junaid              | 6:3, 6:3           |
| 23. | 2. Mai 2008       | Lanzarote (2)         | Hartplatz     | Łukasz Kubot       | Gilles Müller Aisam-ul-Haq Qureshi     | 6:2, 7:62          |
| 24. | 6. Juni 2008      | Prostějov             | Sand          | Łukasz Kubot       | Chris Haggard Nicolas Tourte           | 6:2, 6:2           |
| 25. | 2. November 2008  | Busan                 | Hartplatz     | Ashley Fisher      | Johan Brunström Jean-Julien Rojer      | 6:2, 2:6, [10:6]   |
| 26. | 8. August 2009    | Vancouver (2)         | Hartplatz     | Kevin Anderson     | Ramón Delgado Kaes Van’t Hof           | 6:4, 6:4           |
| 27. | 15. August 2009   | Binghamton            | Hartplatz     | Scott Lipsky       | Carsten Ball Kaes Van’t Hof            | 7:62, 6:4          |
| 28. | 31. Oktober 2009  | Seoul (2)             | Hartplatz     | Lu Yen-hsun        | Sanchai Ratiwatana Sonchat Ratiwatana  | 7:65, 3:6, [10:6]  |
| 29. | 24. April 2010    | Athen                 | Hartplatz     | Lu Yen-hsun        | Robin Haase Igor Sijsling              | 6:3, 6:4           |
| 30. | 9. Oktober 2010   | Sacramento            | Hartplatz     | Izak van der Merwe | Nicholas Monroe Donald Young           | 4:6, 6:4, [10:7]   |
| 31. | 13. November 2010 | Knoxville             | Hartplatz (i) | Izak van der Merwe | Alex Bogomolow Alex Kuznetsov          | 6:1, 6:4           |
| 32. | 7. Mai 2011       | Savannah              | Sand          | Izak van der Merwe | Sekou Bangoura Jesse Witten            | 6:3, 6:3           |
| 33. | 11. Juni 2011     | Nottingham            | Rasen         | Adil Shamasdin     | Treat Conrad Huey Izak van der Merwe   | 6:3, 7:69          |
| 34. | 18. November 2011 | Champaign (2)         | Hartplatz (i) | Izak van der Merwe | Martin Emmrich Andreas Siljeström      | 2:6, 6:3, [10:4]   |
| 35. | 11. August 2012   | Aptos                 | Hartplatz     | John Peers         | Chris Guccione Frank Moser             | 6:75, 6:1, [10:4]  |
| 36. | 13. Oktober 2012  | Tiburon               | Hartplatz     | Chris Guccione     | Jordan Kerr Andreas Siljeström         | 6:1, 6:4           |
| 37. | 10. November 2012 | St. Ulrich in Gröden  | Teppich       | Karol Beck         | Rameez Junaid Michael Kohlmann         | 6:3, 6:4           |

#### Finalteilnahmen
| Nr. | Datum           | Turnier      | Belag     | Partner       | Finalgegner                 | Ergebnis           |
| --- | --------------- | ------------ | --------- | ------------- | --------------------------- | ------------------ |
| 1.  | 8. Februar 2009 | Johannesburg | Hartplatz | Ashley Fisher | Jamie Cerretani Dick Norman | 7:67, 2:6, [12:14] |

## Persönliches
Rik De Voest lebt in Vancouver und ist verheiratet. Er ist seit März 2014 Vater eines Sohnes.